# 保罗·维兹
保罗·约瑟夫·维兹（英語：Paul Joseph Weitz，1932年7月25日—2017年10月23日）曾是一位美国国家航空航天局的宇航员，执行过天空實驗室2號以及任务。